# Rumelange
Rumelange (luxembourgsk: Rëmeleng, tysk: Rümelingen) er en kommune og en by i storhertugdømmet Luxembourg. Kommunen, som har et areal på 6,83 km², ligger i kantonen Esch-sur-Alzette i distriktet Luxembourg. I 2005 havde kommunen 4.495 indbyggere.
49°27′35″N 6°01′50″Ø / 49.4597°N 6.0306°Ø